# Sobralia
Sobralia é um género botânico pertencente à família das orquídeas (Orchidaceae). Foi proposto por Ruiz & Pavón em Flora Peruvianae, et Chilensis Prodromus 120, em 1794. A espécie tipo é a Sobralia dichotoma Ruiz & Pavón. O nome deste gênero é uma homenagem ao botânico espanhol Francisco Martin Sobral.
Sobralia é um gênero aparentado com Elleanthus e Sertifera, composto por mais de cem espécies terrestres humícolas, rupícolas, ou raramente epífitas, de crescimento cespitoso, que formam grandes touceiras, distribuídas por grande parte da América Tropical, cujo centro de dispersão situa-se na Colômbia onde metade das espécies pode ser encontrada, dentre elas algumas das maiores espécies de orquídeas existentes, com mais de três metros de altura. Cerca de vinte espécies registradas para o Brasil.
São plantas de rizoma curto e raízes relativamente espessas, caules robustos, em regra simples, não ramificados, eretos, altos ou muito altos. Apresentam folhas plicadas, alternadas, mais ou menos brilhantes ou fibrosas, de formas oblongas ou lanceoladas, as terminais maiores. inflorescência rígida apical ou lateral próxima da extremidade do caule, brotando das axilas das folhas superiores, multiflora, porém com flores abrindo em sucessão, em rácimos curtos ou pequenas panículas, com flores bastante efêmeras e delicadas, durando de poucas horas a três dias, geralmente grandes e vistosas, muito parecidas com as de Cattleya.
Suas flores apresentam cores muito variáveis, entre formas esbranquiçadas ou rosadas até lilás intenso, vermelhas, amarelas ou alaranjadas e brancas ou cerúleas. sépalas normalmente eretas e similares, por vezes as laterais algo concrescidas; pétalas parecidas com as sépalas. labelo, livre ou parcialmente soldado à coluna, envolvendo-a, explanado na porção terminal, com calosidades, crenulações ou pilosidades variáveis e de margens inteiras, encrespadas, onduladas ou fimbriadas. A coluna alongada costuma apresentar pequena curvatura, algumas vezes com estreitas asas inferiores ao lado do estigma, sem prolongamento podiforme, semi roliça; antera com oito polínias.

## Lista de espécies
- Sobralia allenii L.O.Williams 1942.
- Sobralia altissima D.E.Benn. & Christenson 1999.
- Sobralia amabilis Rchb.f. L.O.Williams 1946.
- Sobralia anceps Schltr. 1924.
- Sobralia antioquiensis Schltr. 1920.
- Sobralia atropubescens Ames & C.Schweinf. 1930 :
- Sobralia augusta Hoehne. 1944
- Sobralia aurantiaca Linden & Rchb.f. 1854
- Sobralia biflora Ruiz & Pav. 1798.
- Sobralia bimaculata Garay 1975 :
- Sobralia bletiae Rchb.f. 1852.
- Sobralia boliviensis Schltr. 1913.
- Sobralia buchtienii Schltr. 1929.
- Sobralia calliantha D.E.Benn. & Christenson. 2001
- Sobralia caloglossa Schltr. 1929
- Sobralia candida Poepp. & Endl. Rchb.f. 1853
- Sobralia carazoi Lank. & Ames 1924.
- Sobralia cataractarum Hoehne 1910
- Sobralia cattleya Rchb.f. 1877.
- Sobralia chatoensis A.H.Heller & A.D.Hawkes 1966.
- Sobralia chrysantha Lindl. 1854.
- Sobralia chrysoleuca Rchb.f. 1873.
- Sobralia chrysostoma Dressler 2001
- Sobralia ciliata C.Presl C.Schweinf. ex Foldats 1969
- Sobralia crispissima Dressler 2002.
- Sobralia crocea Poepp. & Endl. Rchb.f. 1853
- Sobralia decora Bateman 1842 - do México e da América Central
- Sobralia densifoliata Schltr. 1920.
- Sobralia dichotoma Ruiz & Pav. 1798 - dos Andes
- Sobralia dissimilis Dressler 1995.
- Sobralia dorbignyana Rchb.f. 1873.
- Sobralia doremiliae Dressler 1995.
- Sobralia ecuadorana Dodson 1998
- Sobralia exilis Schltr. 1920.
- Sobralia fimbriata Poepp. & Endl. 1836 - Andes
- Sobralia fragrans Lindl. 1853
- Sobralia fruticetorum Schltr. 1913.
- Sobralia galeottiana A.Rich. 1845
- Sobralia gentryi Dodson 1998.
- Sobralia gloriana Dressler 2002.
- Sobralia gloriosa Rchb.f. 1873.
- Sobralia granitica G.A.Romero & Carnevali 2000.
- Sobralia hagsateri Dodson 1998.
- Sobralia hawkesii A.H.Heller 1966.
- Sobralia helleri A.D.Hawkes 1966.
- Sobralia herzogii Schltr. 1913
- Sobralia hirta D.E.Benn. & Christenson. 2001
- Sobralia hirtzii Dodson 2004 (Equador)
- Sobralia hoppii Schltr. 1924
- Sobralia infundibuligera Garay & Dunst. 1965
- Sobralia × intermedia P.H.Allen  1958.
- Sobralia kermesina Garay 1956.
- Sobralia kerryae Dressler 1998.
- Sobralia klotzscheana Rchb.f. 1850
- Sobralia labiata Warsz. & Rchb.f. 1852.
- Sobralia lancea Garay 1958
- Sobralia leucoxantha Rchb.f. 1866
- Sobralia liliastrum Lindl. 1833
- Sobralia lindleyana Rchb.f. 1852.
- Sobralia lowii Rolfe 1890.
- Sobralia luerorum Dodson 1998.
- Sobralia luteola Rolfe 1898.
- Sobralia macdougallii Soto Arenas Pérez-García & Salazar 2002 publ. 2003.
- Sobralia macra Schltr. 1923.
- Sobralia macrantha Lindl. 1838 - do México e da América Central
  - Sobralia macrantha var. kienastiana Rchb.f. 1888.
  - Sobralia macrantha var. macrantha
- Sobralia macrophylla Rchb.f. 1852
- Sobralia madisonii Dodson 1980.
- Sobralia maduroi Dressler 2004 (Colômbia)
- Sobralia malmiana Pabst 1979.
- Sobralia malmquistiana Schltr. 1911.
- Sobralia margaritae Pabst 1977.
- Sobralia mariannae Dressler 2002.
- Sobralia mucronata Ames & C.Schweinf. 1925.
- Sobralia mutisii P.Ortiz 2004.
- Sobralia neudeckeri Dodson 1998.
- Sobralia nutans Dressler 2002.
- Sobralia odorata Schltr. 1924.
- Sobralia oliva-estevae Carnevali & I.Ramírez 1990.
- Sobralia oroana Dodson 1998.
- Sobralia paludosa Linden 1851.
- Sobralia paradisiaca Rchb.f. 1850.
- Sobralia pardalina Garay  1978.
- Sobralia parviflora L.O.Williams 1938.
- Sobralia persimilis Garay  1978.
- Sobralia pfavii Schltr. 1923.
- Sobralia piedadiae Dodson 1998.
- Sobralia portillae Christenson 2003.
- Sobralia powellii Schltr. 1922
- Sobralia pulcherrima Garay 1978
- Sobralia pumila Rolfe 1893
- Sobralia purpurea Dressler 2000.
- Sobralia quinata Dressler 2003.
- Sobralia rigidissima Linden ex Rchb.f. 1854.
- Sobralia roezlii Rchb.f. 1873
- Sobralia rolfeana Schltr. 1922.
- Sobralia rondonii Hoehne 1910.
- Sobralia rosea Poepp. & Endl. 1836
- Sobralia roseoalba Rchb.f. 1866.
- Sobralia ruckeri Linden & Rchb.f. 1854.
- Sobralia ruparupaensis D.E.Benn. & Christenson: 2001.
- Sobralia rupicola Kraenzl. 1908.
- Sobralia sancti-josephi Kraenzl. 1928.
- Sobralia sanfelicis Dressler 2004 (Panamá)
- Sobralia schultzei Schltr. 1924.
- Sobralia scopulorum Rchb.f. 1873.
- Sobralia semperflorens Kraenzl. 1915.
- Sobralia sessilis - da América do Sul
- Sobralia setigera Poepp. & Endl. 1836.
- Sobralia sobralioides Kraenzl. Garay 1978.
- Sobralia speciosa C.Schweinf. 1961.
- Sobralia splendida Schltr. 1920.
- Sobralia stenophylla Lindl. 1854
- Sobralia stevensonii Dodson 1998.
- Sobralia tamboana Dodson 1998.
- Sobralia turkeliae Christenson 2002.
- Sobralia undatocarinata C.Schweinf. 1938.
- Sobralia uribei P.Ortiz 1994.
- Sobralia valida Rolfe 1909.
- Sobralia violacea Linden ex Lindl. 1846
- Sobralia virginalis Peeters & Cogn. 1899
- Sobralia warszewiczii Rchb.f. 1852.
- Sobralia weberbaueriana Kraenzl. 1905.
- Sobralia wilsoniana Rolfe 1890.
- Sobralia withneri D.E.Benn. & Christenson: 2001
- Sobralia xantholeuca B.S.Williams 1885 - de Chiapas, México e da Guatemala
- Sobralia yauaperyensis Barb. Rodr. 1891

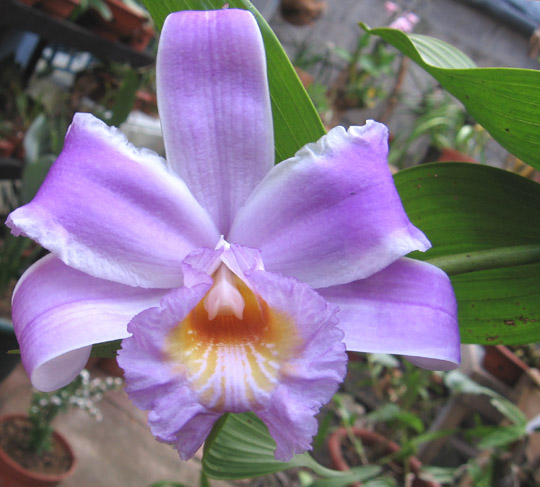
Sobralia decora
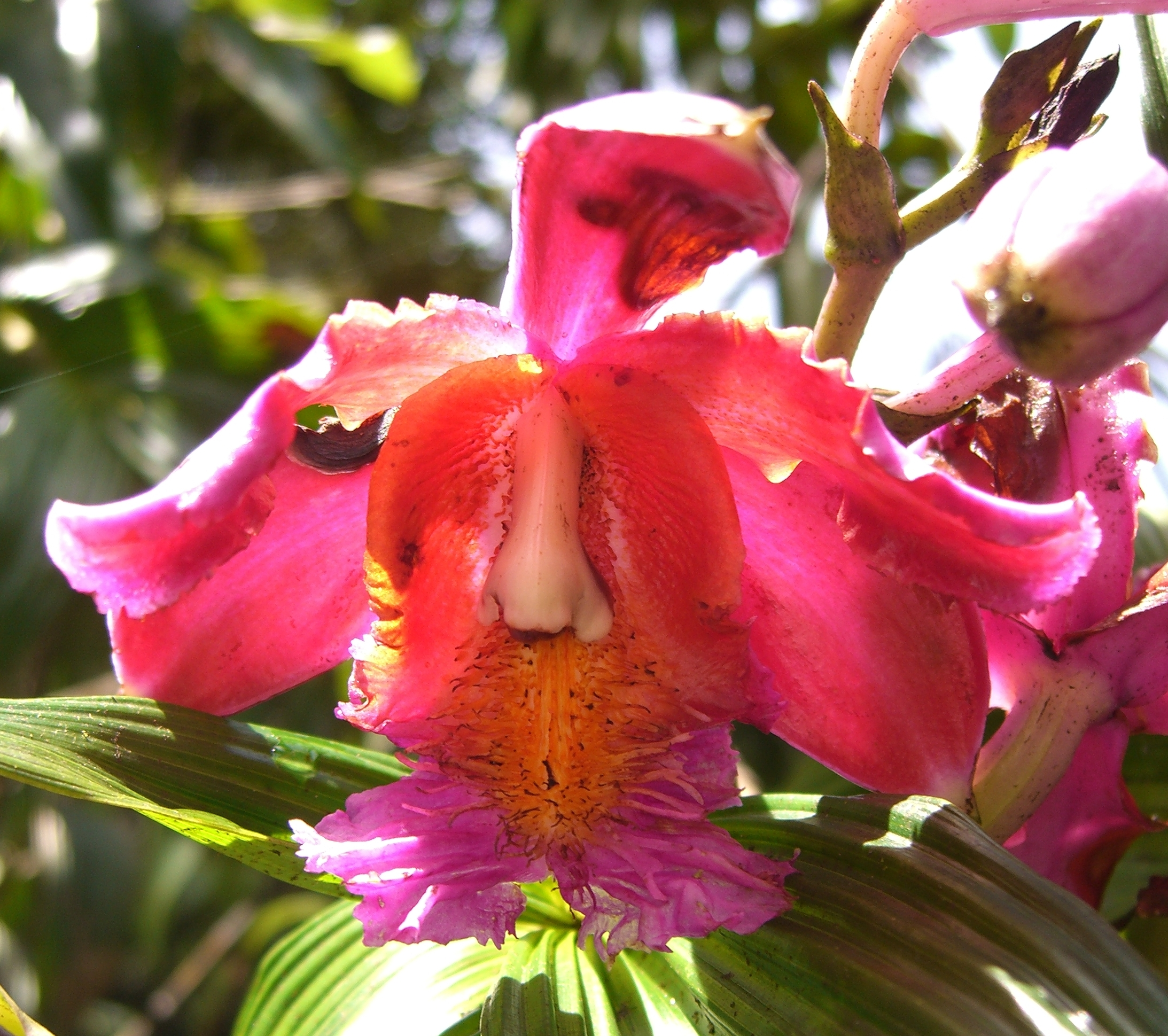
Sobralia dichotoma
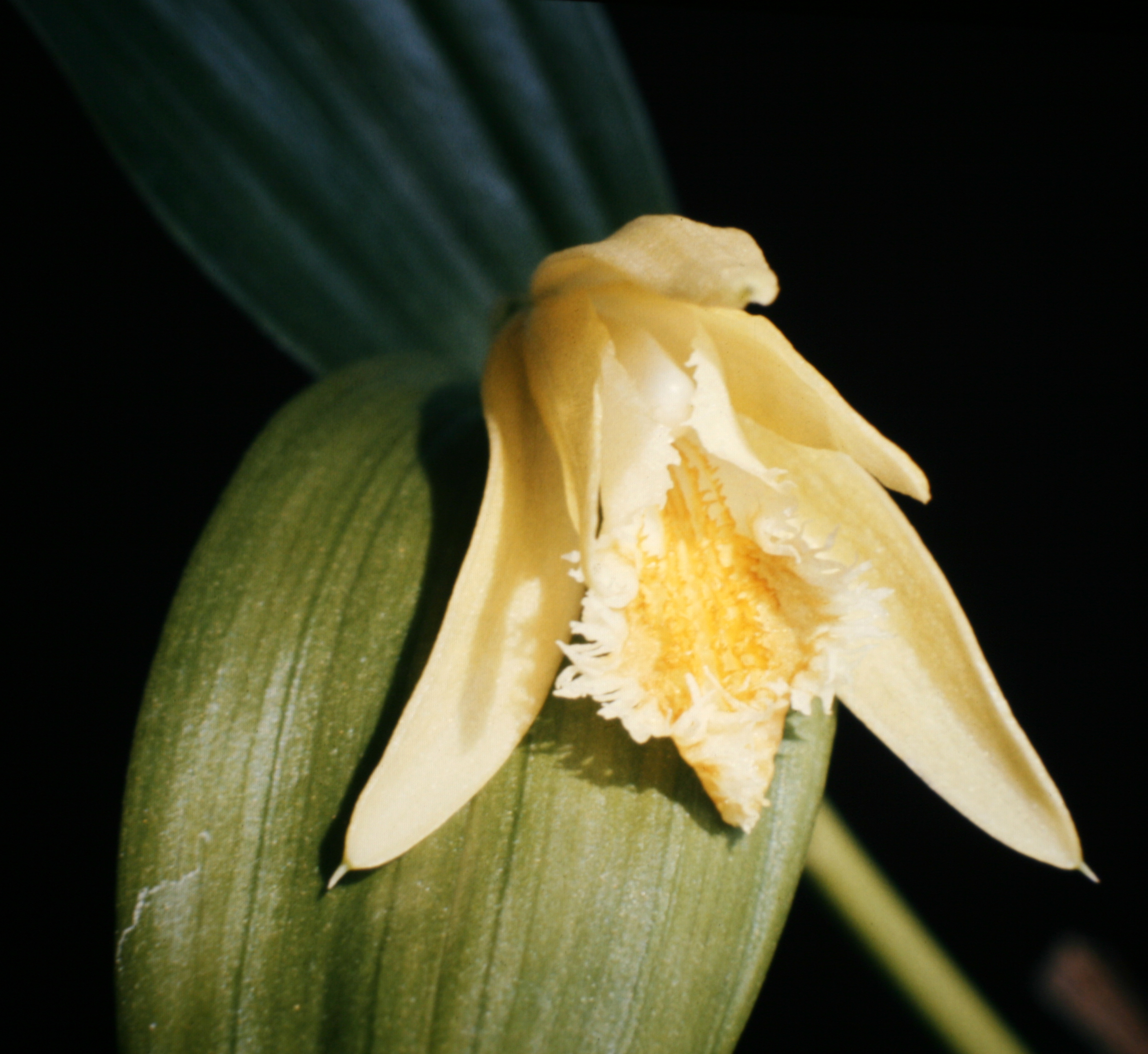
Sobralia fragrans
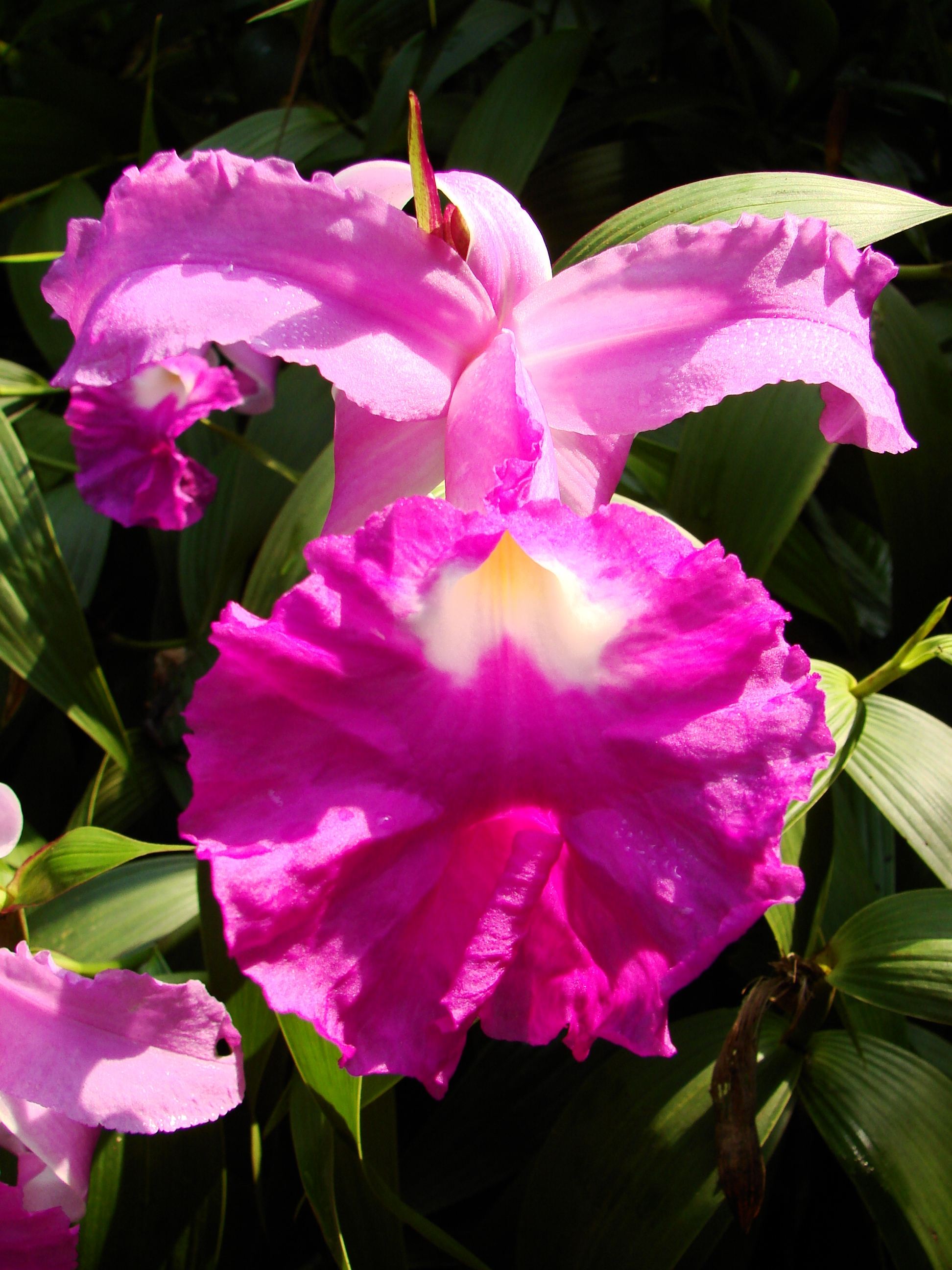
Sobralia macrantha
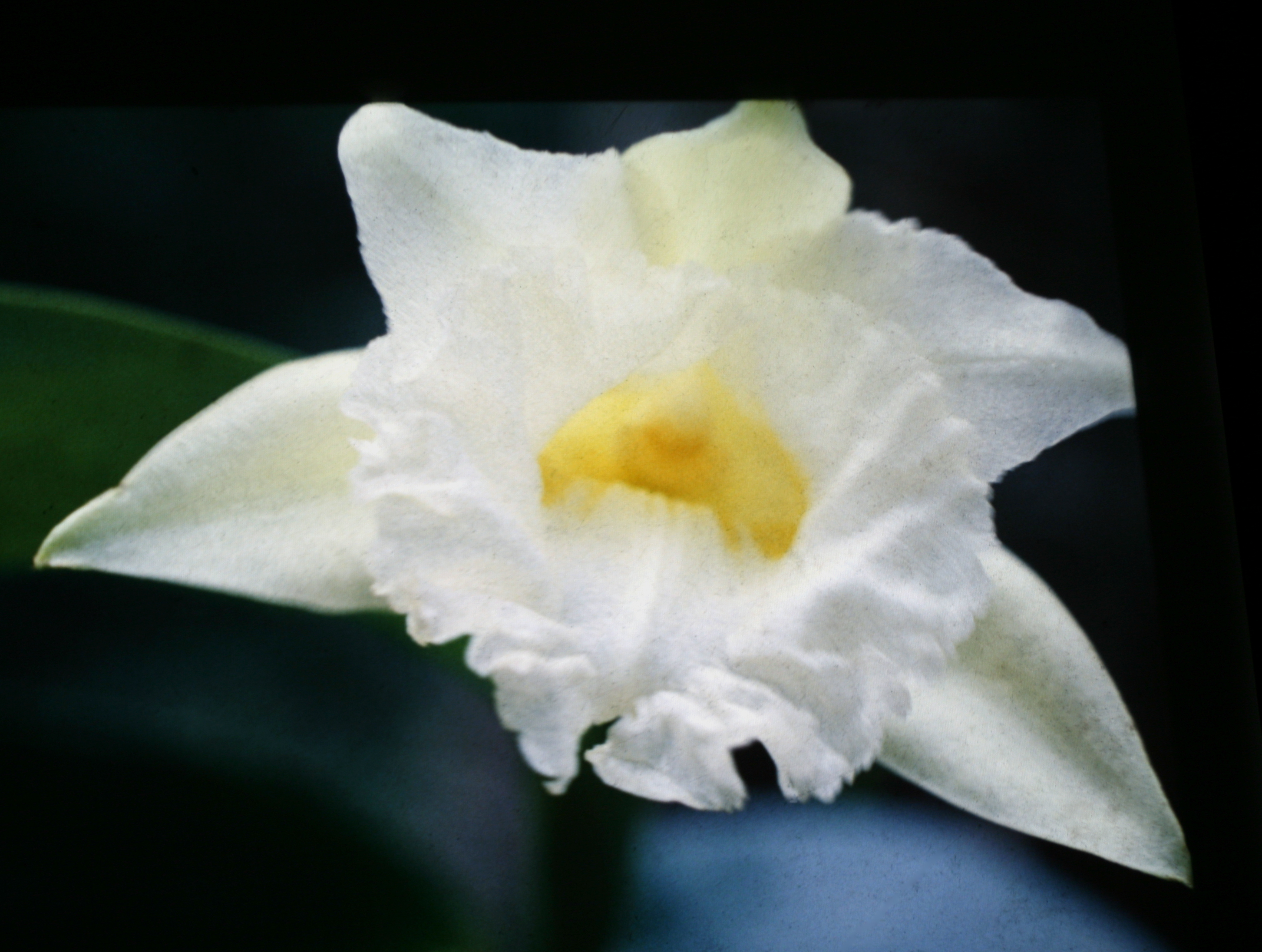
Sobralia macrophylla
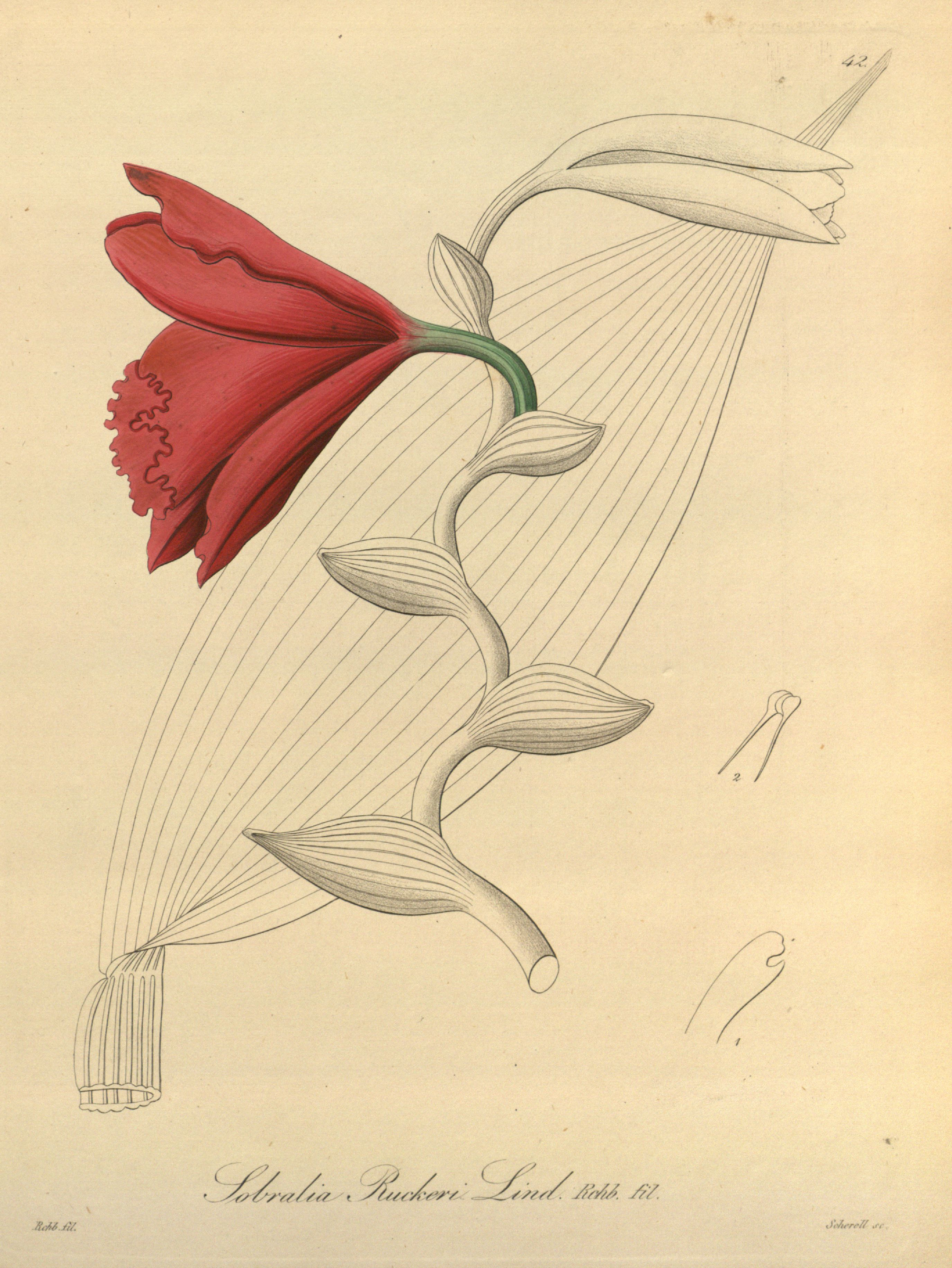
Sobralia ruckeri